# 同化政策
同化政策（どうかせいさく、英語: assimilation policy）とは、力を持つ民族が、弱い民族（もしくは集団）に対して自らの文化伝統を受け入れるよう文化的同化を強いる政策を言う。歴史的には古くからあるが、とりわけ国民国家形成期以降の同化政策が典型的なものである。

## 概要

### 政治的同化政策
理念としての同化政策には、弱い民族の文化的特徴を否定するエスノセントリズムの側面と、国民国家形成にあたって少数派民族に主流派民族と平等な権利を与えるための条件として設定された側面とがある。しかし現実に実行された政策は、どこでも同化政策と差別政策（ないし社会に存在する差別を放置、容認する政策）とが混在しており、弱い民族が政策に呼応して同化し、文化を捨てようとも完全に平等な待遇を受けることはできないように設定されていた。
とりわけ植民地における同化政策では、宗主国の国民との間には何らかの障壁が設けられ、完全に平等な権利は認められなかった。
一方で少なくとも制度上は差別政策を持たない同化政策もあり、逆に社会的差別から保護を目的としたものもあった。

### 文化的側面および影響
同化政策の結果、先住民族・少数民族の文化は圧迫され、中には消滅するものもあった。近年では、文化面での同化政策は否定され、先住民族の文化保護が国際的な課題の一つになっており、危機言語保護運動などが盛んになっている。

### 混同および課題
人権主義が啓蒙されている昨今、同化された先住民族・少数民族の文化面での同化政策の齎した弊害の解消ならびに復古運動として、先住民族の文化保護が国際的な課題として啓蒙されているが、それを政治的側面に利用しようとする動きもあり。これに対する反発がみられる。

## 同化政策の事例

### 異民族に対するもの
1. 李氏朝鮮における耽羅人（耽羅国国民、すなわち現在の済州島島民）に対する同化政策｡
2. 大航海時代、スペイン・ポルトガルによる中南米先住民族の同化政策。
3. フランス革命以後の国内少数民族（プロヴァンス人、アルザス人、ブルターニュ人など）に対する同化政策。
4. アメリカ合衆国における先住民の児童を家族から切り離してに寄宿学校や職業訓練校に入れてキリスト教を広めようとした同化政策。
5. イタリアの南チロルのドイツ系住民に対する同化政策｡
6. イタリアの植民地である東アフリカ（エリトリア・ソマリア）、リビアでの同化政策。
7. プロイセン王国における、スラブ系諸民族のドイツ化政策｡
8. イギリスのウェールズにおけるウェールズ語撲滅政策。
9. イギリスのアイルランドにおけるアイルランド語撲滅政策。
10. フィリピンにおける諸民族に対するスペイン次いで米国、そしてフィリピン政府による同化政策。
11. 開拓時代およびそれ以降における、米国、カナダによる先住民族（インディアン、エスキモー）の同化政策。
12. ロシア帝国及びソ連におけるシベリア地域周辺の諸民族（テュルク系現地人、ツングース系現地人、ブリヤート人、ニヴフ、樺太アイヌなど）、バルト三国、ウクライナ、中央アジア、ポーランド、コーカサス、東プロイセン、カレリア、外満洲などの地域のロシア化政策。
13. スウェーデンによるフィンランド、スコーネ（旧デンマーク領）のスウェーデン化政策。
14. 米国のハワイ併合（1893年）後、米国によるハワイ先住民の同化政策。米国のフィリピン統治によるマレー系原住民への同化政策。
15. インディアン寄宿学校・カナダの先住民寄宿学校
16. 大日本帝国時代（1937年以降）の外地、日本の海外領土であった朝鮮半島や台湾における現地人・パラオをはじめとした南洋群島・委任統治地域の諸民族の大和民族への同化政策（皇民化）。さらには戦時中のシンガポールの住民に対しても及んだとする向きもある。
17. 中華人民共和国におけるチベット民族、ウイグル民族、モンゴル民族、満州民族など諸少数民族の漢民族への同化政策（漢化政策）。
18. インドネシアが行っているジャワ人入植政策。
19. ベトナムの国内の少数民族に対する同化政策。
20. イラクのクルド人自治区に隣接するキルクークとモースルに居住するクルド人（またはアッシリア人とトルクメン人）をその地域から追放し、代わりに彼らがもともと居住していた地域にアラブ人（イラク南部に居住するシーア派とイラク中央部に居住するスンナ派）を移住させ、居住させるといった「アラブ化政策」。さらにキルクークとモスルに残ったクルド人をはじめとする少数民族に対して、アラブ人の言語（アラビア語）やアラブ人風の名前に同化させるといった「アラブ人化政策」。
21. 第二次世界大戦後のソ連、ポーランドなどにおけるロマ人に対する定住化政策、及び、スイスにおけるロマ人の子供を誘拐して養子にする活動。

### 地域・宗教・方言などで区分された少数集団に対するもの
1. イスラム国家における、非ムスリムへの同化政策。
2. ナチス・ドイツにおけるバイエルン人､オーストリア人、アルザス人（アレマン人）、ソルブ人、カシューブ人などドイツ系地域集団の同化政策。
3. ヨーロッパにおけるユダヤ教徒のキリスト教徒への同化政策。
4. スペインにおけるフランコ政権の言語政策。
5. 大和朝廷の蝦夷、隼人に対する政策。
6. 琉球王国による奄美、先島の征服。薩摩侵攻による奄美の統治。
7. 明治維新後のアイヌ（オタスの杜のウィルタ・ニヴフなど）の同化政策。
8. 琉球処分による琉球王国の廃止と併合。
9. 中国における、漢語「方言」に対する普通話への同化政策。
10. 香港の政治的な北京中央政府（中華人民共和国政府）への同一化。香港の中国化。

## 主要な文化的同化
強大な（民族的）文化による同化政策（文化的同化）には専用の用語を持つものがある。
- Americanization アメリカニゼーション (移民)
- Arabization アラブ化
- Ukrainization ウクライナ化
- Anglicisation イギリス化
- Italianization イタリア化
- Hellenization ギリシア化
- 皇民化
- Thaification タイ化
- Germanization ドイツ化
- 中国化
- Magyarization ハンガリー化
- Polonization ポーランド化
- Romanianization ルーマニア化
- ローマ化
- ロシア化

なお、以下の用語は同化政策とは関係がない。
- Finnicization フィンランド化
- マスコミ等において、アメリカが関わる紛争に関する記事やニュース等で用いられる「ベトナム化」
- 「日本化」については移民の同化政策などとしても使われることもあるが政治経済・文化分野での利用が多い。